# Daria Frayman
Daria Frayman (* 22. März 2002 in Moskau als Darja Alexandrowna Fraiman (russisch Дарья Александровна Фрайман)) ist eine in Russland geborene Tennisspielerin, die seit 2020 für Zypern antritt.

## Karriere
Daria Frayman begann mit vier Jahren das Tennisspielen und bevorzugt Sandplätze. Sie spielt bislang vor allem auf Turnieren der ITF Women’s World Tennis Tour, wo sie bisher zwei Titel im Einzel und einen im Doppel gewinnen konnte.
2014 gewann Daria als 12-Jährige das Turnier von Auray.
2017 qualifizierte sich Frayman bei den US Open erstmalig für das Hauptfeld im Juniorinneneinzel, wo sie in der ersten Runde gegen Dalayna Hewitt mit 6:4, 1:6 und 2:6 verlor. Im Juniorinnendoppel verlor sie an der Seite von Alina Tscharajewa in der ersten Runde mit 6:75 und 5:7 gegen Anschelika Issajewa und Draginja Vuković.
2018 erreichte sie zu Beginn des Jahres bei den Australian Open im Juniorinneneinzel mit Siegen über Zara Brankovic und Himeno Sakatsume das Achtelfinale, wo sie dann gegen Daniela Vismane mit 6:3, 3:6 und 2:6 verlor. In Wimbledon qualifizierte sie sich abermals für das Hauptfeld im Juniorinneneinzel, verlor aber ihr Auftaktmatch gegen Caty McNally mit 7:5, 0:6 und 1:6. Im Juniorinnendoppel verlor sie mit Partnerin Federica Rossi in der ersten Runde gegen Dalayna Hewitt und Peyton Stearns mit 6:79 und 0:6.
2019 erreichte sie bei den Australian Open im Juniorinneneinzel mit einem 7:5-, 4:6- und 7:5-Sieg über Natsumi Kawaguchi die zweite Runde, wo sie dann gegen Adrienn Nagy mit 2:6, 6:2 und 6:77 verlor. Im Juniorinnendoppel gelang ihr der bislang größte Erfolg, als sie mit Partnerin Federica Rossi das Halbfinale erreichte. Dort mussten sich die beiden dann aber Chloe Beck und Emma Navarro knapp in zwei Sätzen mit 6:72 und 6:73 geschlagen geben. Bei den French Open musste Frayman im Juniorinneneinzel in der ersten Runde gegen die an Position zwei gesetzte Diane Parry antreten, der sie klar in zwei Sätzen mit 2:6 und 2:6 unterlag. Im Juniorinnendoppel unterlag sie an der Seite von Marija Tkatschewa in der ersten Runde der Paarung Romana Čisovská und Shavit Kimchi mit 5:7 und 2:6. In Wimbledon erreichte sie im Juniorinneneinzel mit einem 7:5-, 2:6- und 8:6-Sieg über Pia Lovrič die zweite Runde, unterlag dort aber dann Matilda Mutavdzic mit 6:4, 3:6 und 3:6. Im Juniorinnendoppel unterlag sie an der Seite ihrer Partnerin Darja Semeņistaja in der ersten Runde der Paarung Holly Fischer und Matilda Mutavdzic mit 6:75 und 4:6. Bei den US Open erreichte sie im Juniorinneneinzel mit Siegen über Mananchaya Sawangkaew und Mélodie Collard das Achtelfinale, wo sie dann gegen Zheng Qinwen mit 4:6 und 0:6 verlor. Im Juniorinnendoppel unterlag sie an der Seite ihrer Partnerin Marija Glebowna Timofejewa in der ersten Runde Natsumi Kawaguchi und Adrienn Nagy mit 4:6 und 4:6.
2020 spielte sie bei den French Open das letzte Mal unter russischer Flagge, verlor aber sowohl im Juniorinneneinzel als auch im Juniorinnendoppel jeweils ihre Erstrundenbegegnungen.
2023 konnte sie ihre ersten beiden ITF-Einzeltitel gewinnen und im März 2024 ihren ersten ITF-Titel im Doppel.
Frayman spielt vor allem auf der ITF Women’s World Tennis Tour, wo sie bislang 5 Turniersiege im Einzel und 3 im Doppel erringen konnte.
Im Jahr 2023 spielte Frayman erstmals für die zyprische Billie-Jean-King-Cup-Mannschaft; ihre Billie-Jean-King-Cup-Bilanz weist bislang 12 Siege bei 2 Niederlagen aus.

### College Tennis
Daria Frayman spielte von 2019 bis 2023 für das Damentenisteam der Tigers der Princeton University.

## Turniersiege

### Einzel
| Nr. | Datum             | Turnier  | Kategorie | Belag     | Finalgegnerin             | Ergebnis       |
| --- | ----------------- | -------- | --------- | --------- | ------------------------- | -------------- |
| 1.  | 6. August 2023    | Tbilisi  | ITF W15   | Hartplatz | Tamara Kostic             | 6:4, 6:3       |
| 2.  | 3. September 2023 | Monastir | ITF W15   | Hartplatz | Lara Pfeifer              | 7:5, 6:1       |
| 3.  | 2. Juni 2024      | Monastir | ITF W15   | Hartplatz | Zhang Ying                | 6:3, 6:1       |
| 4.  | 6. Oktober 2024   | Monastir | ITF W15   | Hartplatz | Madelief Hageman          | 6:3, 6:0       |
| 5.  | 13. Oktober 2024  | Monastir | ITF W15   | Hartplatz | Luisa Meyer auf der Heide | 6:3, 4:6, 7:61 |

### Doppel
| Nr. | Datum              | Turnier             | Kategorie | Belag             | Partnerin            | Finalgegnerinnen               | Ergebnis          |
| --- | ------------------ | ------------------- | --------- | ----------------- | -------------------- | ------------------------------ | ----------------- |
| 1.  | 16. März 2024      | Scharm asch-Schaich | ITF W15   | Hartplatz         | Gaia Parravicini     | Laura Cíleková Zuzanna Kolonus | 0:6, 6:3, [10:8]  |
| 2.  | 28. September 2024 | Monastir            | ITF W15   | Hartplatz         | Lauryn John-Baptiste | Nina Radovanovic Marie Villet  | 7:67, 6:4         |
| 3.  | 9. November 2024   | Villeneuve-d’Ascq   | ITF W35   | Hartplatz (Halle) | Marie Mattel         | Danique Havermans Jana Otzipka | 65:7, 6:2, [10:8] |

## Abschneiden bei Grand-Slam-Turnieren

### Juniorinneneinzel
| Turnier         | 2017 | 2018 | 2019 | 2020 | Karriere |
| --------------- | ---- | ---- | ---- | ---- | -------- |
| Australian Open | –    | AF   | 2    | –    | AF       |
| French Open     | –    | –    | 1    | 1    | 1        |
| Wimbledon       | –    | 1    | 2    |      | 2        |
| US Open         | 1    | –    | AF   |      | AF       |

Zeichenerklärung: S = Turniersieg; F, HF, VF, AF = Einzug ins Finale / Halbfinale / Viertelfinale / Achtelfinale; 1, 2, 3 = Ausscheiden in der 1. / 2. / 3. Hauptrunde; nicht ausgetragen

### Juniorinnendoppel
| Turnier         | 2017 | 2018 | 2019 | 2020 | Karriere |
| --------------- | ---- | ---- | ---- | ---- | -------- |
| Australian Open | –    | 1    | HF   | –    | HF       |
| French Open     | –    | –    | 1    | 1    | 1        |
| Wimbledon       | –    | 1    | 1    |      | 1        |
| US Open         | 1    | –    | 1    |      | 1        |